# E312
E312 eller Europaväg 312 är en 160 kilometer lång europaväg som går mellan Vlissingen och Eindhoven i Nederländerna.

## Sträckning
Vlissingen - Goes - Bergen op Zoom - Roosendaal - Breda - Tilburg - Eindhoven

## Standard
Vägen är motorväg hela sträckan, nr A58.

## Anslutningar till andra europavägar
| - E19 - E311 |  | - E25 - E34 |